# Agape arctioides
Agape arctioides là một loài bướm đêm thuộc họ Erebidae. Chúng thường được tìm thấy ở Seram, quần đảo Solomon (Guadalcanal và Santa Isabel) và ở Thái Lan.